# 天津一商集团有限公司
天津一商集团有限公司，是天津市內頗具規模的私營商業企業(2019年前是國有企業)，隸屬於方大集團。該公司於1996年3月25日正式成立。
改革開放以後，一直是天津市商業圈的領頭企業，在當地批發貿易與零售百貨屬標誌型企業。
2019年11月22日天津津誠國有資本投資運營有限公司與遼寧方大集團共同簽署產權交易合同，方大集團將斥資22.69億元人民幣購入天津一商集團有限公司100%股份